# Fluorid zirkoničitý
Fluorid zirkoničitý je anorganická sloučenina se vzorcem ZrF4. Je obtížně rozpustný ve vodě (viz infobox). Jedná se o hlavní složku fluorozirkoničitého skla. Je toxický, orální LD50 pro myši činí 98 mg/kg.

## Struktura
Jsou známy 3 krystalické fáze fluoridu zirkoničitého:
1. α (monoklinická, prostorová grupa C12/c1, No 15)
2. β (tetragonální, Pearsonův symbol tP40, P42/m, No 84)
3. γ (neznámá struktura)

β a γ fáze jsou nestabilní a při teplotě 400 °C nevratně přecházejí do α fáze.

## Použití
Fluorid zirkoničitý se používá jako zdroj zirkonia například ve výrobě kovů.
ZrF4 může být přečištěn destilací nebo sublimací.
Podmínky/látky, kterým je třeba se vyhnout, jsou vlhkost, některé kovy, kyseliny a oxidační činidla.